# Agri-agency
Een agri-agency is een niet-gouvernementele organisatie (ngo) voor ontwikkelingssamenwerking. Zo'n organisatie heeft structurele links naar de plattelandsledenorganisaties in eigen land. Dit betekent dat ze ontstaan zijn of bestuurd worden vanuit organisaties van boeren, plattelandsvrouwen, agrarische jongeren of de coöperatieve sector. Tegenwoordig rekent men ze eerder tot het agrarisch bedrijfsleven. Ze zijn daaraan nauw gelieerd en vormen er soms juridisch een onderdeel van, dit in tegenstelling tot de meeste niet-agrarische ngo's.

## Agri-agency's
- ACDI-VOCA (VS)
- NCBA-CLUSA (VS)
- Asiadhrra (Azië)
- Groupe FERT (Frankrijk)
- AFDI (Frankrijk)
- Agriterra (Nederland)
- IDACA (Japan)
- Andreas Hermes Akademie Duitsland
- Trias vzw (België)
- CSA (België)
- ASPRODEP (Senegal)
- ACODEA ([Spanje])
- Norges Vel (Noorwegen)
- SCC (Zweden)
- UPA-DI (Canada )
- Danish Agricultural Council (DAC-LOK) (Denemarken)

Behoudens ACDI-VOCA, NCBA-Clusa zijn de genoemde agri-agency's lid of lid geweest van AgriCord. DAC is een paar jaar geleden opgeheven. Norges Vel en Idaca konden hun lidmaatschap niet continueren. AgriCord heeft ook nog een geassocieerd lid in de vorm van de Italiaanse landbouworganisatie zonder agri-agency die wel internationale samenwerking zoeken met hun collega's in ontwikkelingslanden.

## Verschillen met ontwikkelingsorganisaties
Boeren en plattelandsledenorganisaties in ontwikkelingslanden hebben een beslissende stem in de prioriteitstelling en formulering van de programma's van de agri-agency's. Tegenwoordig loopt die invloed via de adviesraad van AgriCord, waarin regionale koepels van landbouworganisaties uit diverse continenten deelnemen.
Agri-agency's werken alleen samen met boeren en plattelandsledenorganisaties in ontwikkelingslanden, dus met rurale organisaties die verantwoording moeten afleggen voor hun activiteiten aan hun leden. Ook zijn het boeren en plattelanders die de organisatie hebben opgericht. Overige stakeholders (ngo's, overheid, universiteiten etc. zijn alleen relevant in de activiteiten op basis van allianties of support).
Agri-agency's betrekken de boeren en plattelandsledenorganisaties in hun eigen land bij ontwikkelingsactiviteiten. Zij zorgen voor directe links tussen plattelandsledenorganisaties alsook tussen boeren in Noord en Zuid.
Agri-agency's respecteren en promoten de natuurlijke internationale verbanden en samenwerking tussen plattelandsledenorganisaties.